# Chuck Daly
Charles Jerome „Chuck” Daly (ur. 20 lipca 1930 w St. Marys, zm. 8 lipca 2009 w Jupiter) – amerykański trener koszykarski, dwukrotny mistrz NBA, mistrz olimpijski, członek Koszykarskiej Galerii Sław.

## Osiągnięcia
- Mistrz:
  - NBA (1989, 1990)[1]
  - Ivy League NCAA (1972–1975)[3]
  - Konferencji Atlantic Coast NCAA jako asystent trenera (1964, 1966)
  - olimpijski (1992)[2]
  - Ameryki (1992)[4]
- Wicemistrz
  - NBA jako:
    - trener główny (1988)[1]
    - asystent trenera (1980)[1]

  - NCAA jako asystent trenera (1964)[5]
- Wybrany do:
  - Koszykarskiej Galerii Sław (1994)[3]
  - grona TOP 10 najlepszych trenerów w historii NBA, wybranego przy okazji obchodów 50-lecia istnienia NBA (1996)
- Uczestnik NCAA Final Four jako asystent trenera (1966)